# A Sírhant művek epizódjainak listája
Ez a cikk a Sírhant művek című sorozat epizódjait listázza.

## Évados áttekintés
| Évad | Évad | Epizódok | Eredeti sugárzás | Eredeti sugárzás     | Eredeti adó |
| Évad | Évad | Epizódok | Évadpremier      | Évadfinálé           | Eredeti adó |
| ---- | ---- | -------- | ---------------- | -------------------- | ----------- |
|      | 1    | 13       | 2001. június 3.  | 2001. augusztus 19.  | HBO         |
|      | 2    | 13       | 2002. március 3. | 2002. június 2.      | HBO         |
|      | 3    | 13       | 2003. március 2. | 2003. június 1.      | HBO         |
|      | 4    | 12       | 2004. június 13. | 2004. szeptember 12. | HBO         |
|      | 5    | 12       | 2005. június 6.  | 2005. augusztus 21.  | HBO         |

## 1. évad (2001)
| Sor. | Év. | Cím                                  | Rendező         | Író                | Premier                                         | Nézettség   |
| ---- | --- | ------------------------------------ | --------------- | ------------------ | ----------------------------------------------- | ----------- |
| 1.   | 1.  | Bevezető rész (Pilot)                | Alan Ball       | Alan Ball          | 2001. június 3. 2003. szeptember 18. (Viasat 3) | 4,97 millió |
| 2.   | 2.  | A végakarat (The Will)               | Miguel Arteta   | Christian Williams | 2001. június 10.                                | 3,89 millió |
| 3.   | 3.  | A láb (The Foot)                     | John Patterson  | Bruce Eric Kaplan  | 2001. június 17.                                | 4,16 millió |
| 4.   | 4.  | A család (Familia)                   | Lisa Cholodenko | Laurence Andries   | 2001. június 24.                                | 5,68 millió |
| 5.   | 5.  | Nyitott könyv (An Open Book)         | Kathy Bates     | Alan Ball          | 2001. július 1.                                 | 4,64 millió |
| 6.   | 6.  | A titkos hely (The Room)             | Rodrigo García  | Christian Taylor   | 2001. július 8.                                 | 5,29 millió |
| 7.   | 7.  | Testvériség (Brotherhood)            | Jim McBride     | Christian Williams | 2001. július 15.                                | 5,33 millió |
| 8.   | 8.  | Válaszutak (Crossroads)              | Allen Coulter   | Laurence Andries   | 2001. július 22.                                | 5,69 millió |
| 9.   | 9.  | Az élet túl rövid (Life's Too Short) | Jeremy Podeswa  | Christian Taylor   | 2001. július 29.                                | 5,82 millió |
| 10.  | 10. | Az új ember (The New Person)         | Kathy Bates     | Bruce Eric Kaplan  | 2001. augusztus 5.                              | 5,54 millió |
| 11.  | 11. | Az utazás (The Trip)                 | Michael Engler  | Rick Cleveland     | 2001. augusztus 12.                             | 4,33 millió |
| 12.  | 12. | Magánélet (A Private Life)           | Rodrigo García  | Kate Robin         | 2001. augusztus 19.                             | 6,67 millió |
| 13.  | 13. | Kipp-kopp (Knock, Knock)             | Alan Ball       | Alan Ball          | 2001. augusztus 19.                             | 7,06 millió |

## 2. évad (2002)
| Sor. | Év. | Cím                                                                | Rendező        | Író               | Premier           | Nézettség   |
| ---- | --- | ------------------------------------------------------------------ | -------------- | ----------------- | ----------------- | ----------- |
| 14.  | 1.  | Játékban (In the Game)                                             | Rodrigo García | Alan Ball         | 2002. március 3.  | 6,24 millió |
| 15.  | 2.  | Húnyj ki, kurta láng (Out, Out Brief Candle)                       | Kathy Bates    | Laurence Andries  | 2002. március 10. | 4,64 millió |
| 16.  | 3.  | A terv (The Plan)                                                  | Rose Troche    | Kate Robin        | 2002. március 17. | 5,68 millió |
| 17.  | 4.  | Mr. Mossback sofőrje (Driving Mr. Mossback)                        | Michael Cuesta | Rick Cleveland    | 2002. március 24. | 4,43 millió |
| 18.  | 5.  | A láthatatlan asszony (The Invisible Woman)                        | Jeremy Podeswa | Bruce Eric Kaplan | 2002. március 31. | 5,37 millió |
| 19.  | 6.  | Düh (In Place of Anger)                                            | Michael Engler | Christian Taylor  | 2002. április 7.  | 6,60 millió |
| 20.  | 7.  | Vissza az édenbe (Back to the Garden)                              | Dan Attias     | Joey Soloway      | 2002. április 14. | 6,10 millió |
| 21.  | 8.  | Az év legszebb időszaka (It's the Most Wonderful Time of the Year) | Alan Taylor    | Scott Buck        | 2002. április 21. | 6,97 millió |
| 22.  | 9.  | Valaki más szemével (Someone Else's Eyes)                          | Michael Cuesta | Alan Ball         | 2002. április 28. | 6,25 millió |
| 23.  | 10. | A titok (The Secret)                                               | Alan Poul      | Bruce Eric Kaplan | 2002. május 5.    | 5,66 millió |
| 24.  | 11. | A hazug és a szajha (The Liar and the Whore)                       | Miguel Arteta  | Rick Cleveland    | 2002. május 12.   | 5,79 millió |
| 25.  | 12. | Kétségek (I'll Take You)                                           | Michael Engler | Joey Soloway      | 2002. május 19.   | 4,29 millió |
| 26.  | 13. | Utoljára (The Last Time)                                           | Alan Ball      | Kate Robin        | 2002. június 2.   | 5,49 millió |

## 3. évad (2003)
| Sor. | Év. | Cím                                                | Rendező           | Író                         | Premier           | Nézettség   |
| ---- | --- | -------------------------------------------------- | ----------------- | --------------------------- | ----------------- | ----------- |
| 27.  | 1.  | Tökéletes körök (Perfect Circles)                  | Rodrigo García    | Alan Ball                   | 2003. március 2.  | 5,09 millió |
| 28.  | 2.  | Sosem lehet tudni (You Never Know)                 | Michael Cuesta    | Scott Buck                  | 2003. március 9.  | 5,13 millió |
| 29.  | 3.  | A belső szem (The Eye Inside)                      | Michael Engler    | Kate Robin                  | 2003. március 16. | 4,41 millió |
| 30.  | 4.  | Senki sem alszik (Nobody Sleeps)                   | Alan Poul         | Rick Cleveland és Alan Ball | 2003. március 23. | 4,13 millió |
| 31.  | 5.  | A csapda (The Trap)                                | Jeremy Podeswa    | Bruce Eric Kaplan           | 2003. március 30. | 4,87 millió |
| 32.  | 6.  | Tanuljunk szeretni (Making Love Work)              | Kathy Bates       | Joey Soloway                | 2003. április 6.  | 5,23 millió |
| 33.  | 7.  | Hely és időzítés (Timing & Space)                  | Nicole Holofcener | Craig Wright                | 2003. április 13. | 3,90 millió |
| 34.  | 8.  | Könnyek, csontok és vágy (Tears, Bones and Desire) | Dan Attias        | Nancy Oliver                | 2003. április 20. | 4,48 millió |
| 35.  | 9.  | A megnyitó (The Opening)                           | Karen Moncrieff   | Kate Robin                  | 2003. április 27. | 4,62 millió |
| 36.  | 10. | Mindenki elmegy (Everyone Leaves)                  | Dan Minahan       | Scott Buck                  | 2003. május 4.    | 5,15 millió |
| 37.  | 11. | Amikor túlórázik a halál (Death Works Overtime)    | Dan Attias        | Rick Cleveland              | 2003. május 11.   | 5,07 millió |
| 38.  | 12. | Alkonyat (Twilight)                                | Kathy Bates       | Craig Wright                | 2003. május 18.   | 4,66 millió |
| 39.  | 13. | Elveszve (I'm Sorry, I'm Lost)                     | Alan Ball         | Joey Soloway                | 2003. június 1.   | 5,78 millió |

## 4. évad (2004)
| Sor. | Év. | Cím                                                 | Rendező           | Író                          | Premier              | Nézettség   |
| ---- | --- | --------------------------------------------------- | ----------------- | ---------------------------- | -------------------- | ----------- |
| 40.  | 1.  | Helykeresés (Falling into Place)                    | Michael Cuesta    | Craig Wright                 | 2004. június 13.     | 4,20 millió |
| 41.  | 2.  | Extázis esetén (In Case of Rapture)                 | Dan Attias        | Rick Cleveland               | 2004. június 20.     | 3,93 millió |
| 42.  | 3.  | Párhuzamos játék (Parallel Play)                    | Jeremy Podeswa    | Joey Soloway                 | 2004. június 27.     | 3,90 millió |
| 43.  | 4.  | Most már feljöhetek? (Can I Come Up Now?)           | Dan Minahan       | Alan Ball                    | 2004. július 11.     | 3,63 millió |
| 44.  | 5.  | Az az én kutyám! (That's My Dog)                    | Alan Poul         | Scott Buck                   | 2004. július 18.     | 3,66 millió |
| 45.  | 6.  | A terror bölcsője az otthon (Terror Starts at Home) | Miguel Arteta     | Kate Robin                   | 2004. július 25.     | 3,80 millió |
| 46.  | 7.  | A próba (The Dare)                                  | Peter Webber      | Bruce Eric Kaplan            | 2004. augusztus 1.   | 3,49 millió |
| 47.  | 8.  | Jönni és menni (Coming and Going)                   | Dan Attias        | Nancy Oliver                 | 2004. augusztus 8.   | 3,95 millió |
| 48.  | 9.  | Kukoricadarálás (Grinding the Corn)                 | Alan Caso         | Rick Cleveland               | 2004. augusztus 15.  | 3,30 millió |
| 49.  | 10. | A fekete erdő (The Black Forest)                    | Peter Care        | Joey Soloway és Craig Wright | 2004. augusztus 22.  | 3,36 millió |
| 50.  | 11. | Óvóhely (Bomb Shelter)                              | Nicole Holofcener | Scott Buck                   | 2004. augusztus 29.  | 3,53 millió |
| 51.  | 12. | Cím nélkül (Untitled)                               | Alan Ball         | Nancy Oliver                 | 2004. szeptember 12. | 3,73 millió |

## 5. évad (2005)
| Sor. | Év. | Cím                                               | Rendező        | Író               | Premier             | Nézettség   |
| ---- | --- | ------------------------------------------------- | -------------- | ----------------- | ------------------- | ----------- |
| 52.  | 1.  | Egy réteg fehér alapozó (A Coat of White Primer)  | Rodrigo García | Kate Robin        | 2005. június 6.     | 2,62 millió |
| 53.  | 2.  | Magamnak táncolok (Dancing for Me)                | Dan Attias     | Scott Buck        | 2005. június 13.    | 2,10 millió |
| 54.  | 3.  | Fogd a kezem (Hold My Hand)                       | Jeremy Podeswa | Nancy Oliver      | 2005. június 20.    | 1,92 millió |
| 55.  | 4.  | Repül az idő (Time Flies)                         | Alan Poul      | Craig Wright      | 2005. június 27.    | 2,19 millió |
| 56.  | 5.  | Egyél egy barackot (Eat a Peach)                  | Dan Minahan    | Rick Cleveland    | 2005. július 4.     | 1,50 millió |
| 57.  | 6.  | Okainak sokszínűsége (The Rainbow of Her Reasons) | Mary Harron    | Joey Soloway      | 2005. július 10.    | 2,23 millió |
| 58.  | 7.  | A csend (The Silence)                             | Joshua Marston | Bruce Eric Kaplan | 2005. július 17.    | 2,29 millió |
| 59.  | 8.  | Énekelünk az életünkért (Singing for Our Lives)   | Matt Shakman   | Scott Buck        | 2005. július 24.    | 2,46 millió |
| 60.  | 9.  | Átmeneti zóna (Ecotone)                           | Dan Minahan    | Nancy Oliver      | 2005. július 31.    | 2,54 millió |
| 61.  | 10. | Egyedül (All Alone)                               | Adam Davidson  | Kate Robin        | 2005. augusztus 7.  | 2,85 millió |
| 62.  | 11. | Statikus zörejek (Static)                         | Michael Cuesta | Craig Wright      | 2005. augusztus 14. | 3,25 millió |
| 63.  | 12. | Mindenki rád vár (Everyone's Waiting)             | Alan Ball      | Alan Ball         | 2005. augusztus 21. | 3,89 millió |